# Kung Hsieh Shing
Kung Hsieh Shing o Gung Hsia Hsing o Gong Xia Xing (romanización de 邢公侠) (1929 ) es un pteridólogo, y botánico chino.

## Algunas publicaciones
- ren-chang Ching, kung-hsieh Shing. 1983. A Monographic Revision of the Fern Genus Neolepisorus Ching. Acta Phytotaxonomica Sinica 21 ( 3): 266-276
- La abreviatura «K.H.Shing» se emplea para indicar a Kung Hsieh Shing como autoridad en la descripción y clasificación científica de los vegetales.[3]